# Witoscha Boulevard
Witoscha Boulevard (bulgarisch булевард Витоша, englisch Vitosha, umgangssprachlich bulgarisch Витошка/Vitoschka) ist eine der wichtigsten Straßen im Zentrum der bulgarischen Hauptstadt Sofia, sie ist nach dem Witoschagebirge benannt, die Berg-Silhouette ist jederzeit von der Straße aus sichtbar. Die Straße ist 2,7 km lang, verläuft in Richtung Süden, beginnend von der Kathedrale Sweta Nedelja und kreuzt unter anderem die Alabin-Straße und den Boulevard Patriarch Ewtimij.
Am Beginn des Straßenverlaufs mit der Nummer 2 befindet sich der Justizpalast von Sofia. Nach der Kreuzung mit Alabin-Straße bis zur Kreuzung mit Boulevard Patriarch Ewtimij  ist die Straße eine Fußgängerzone und Einkaufsmeile, unter ihr verläuft die Linie 2 der Sofioter U-Bahn.
Weiter südlich verläuft der Boulevard entlang des Parks vor dem Nationalen Kulturpalast. Ab hier ist er auch für den Autoverkehr und auch Straßenbahnverkehr freigegeben.

## Galerie

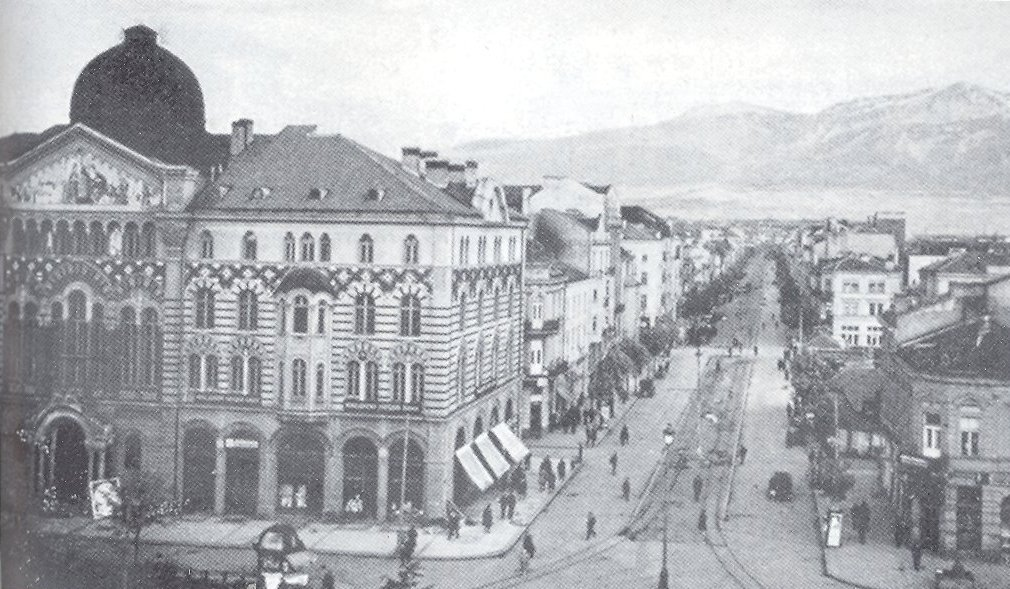
Boulevard Witoscha (damals Boulevard Zariza Joanna) im Jahr 1934
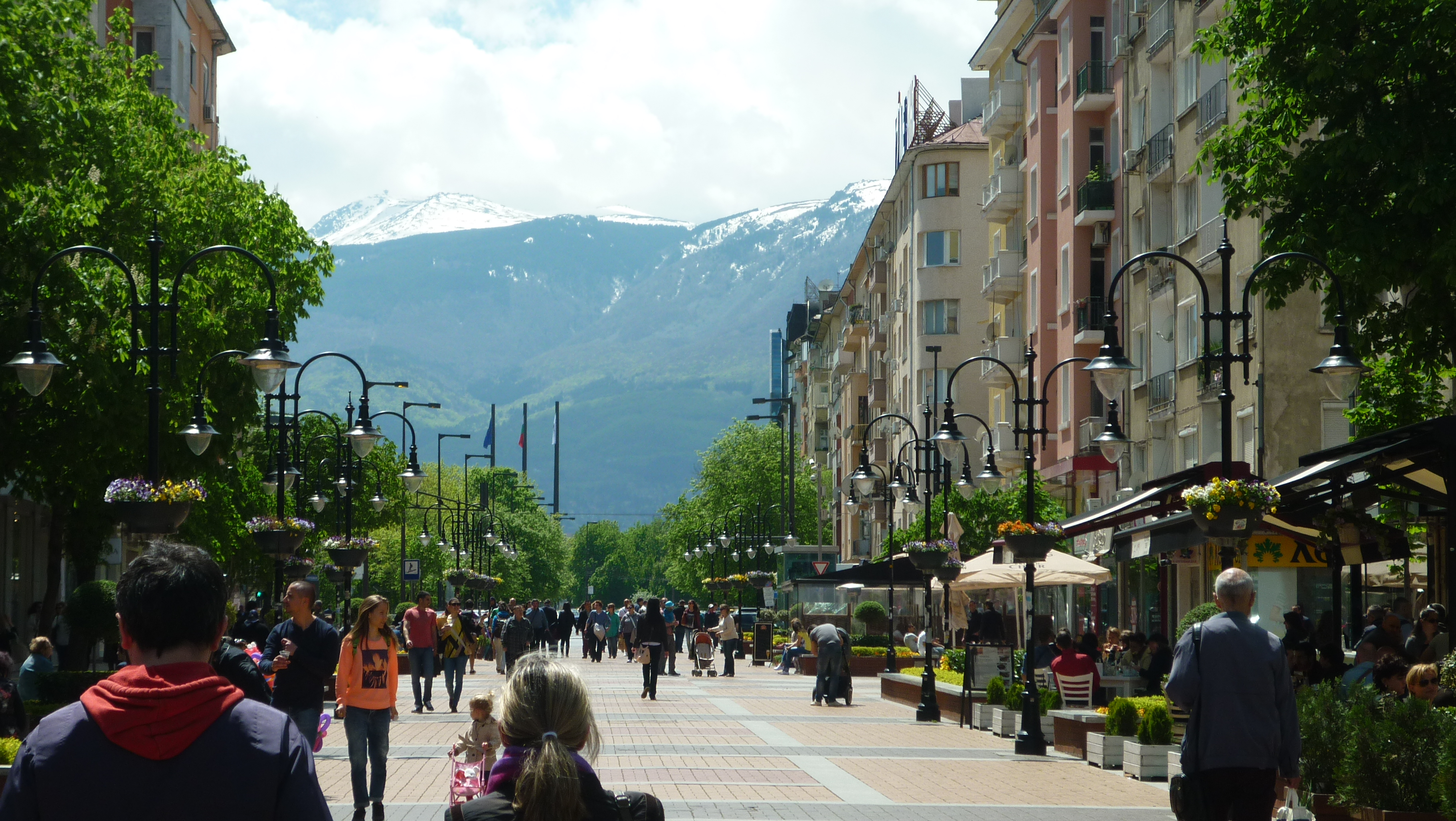
Die Fußgängerzone des Boulevards
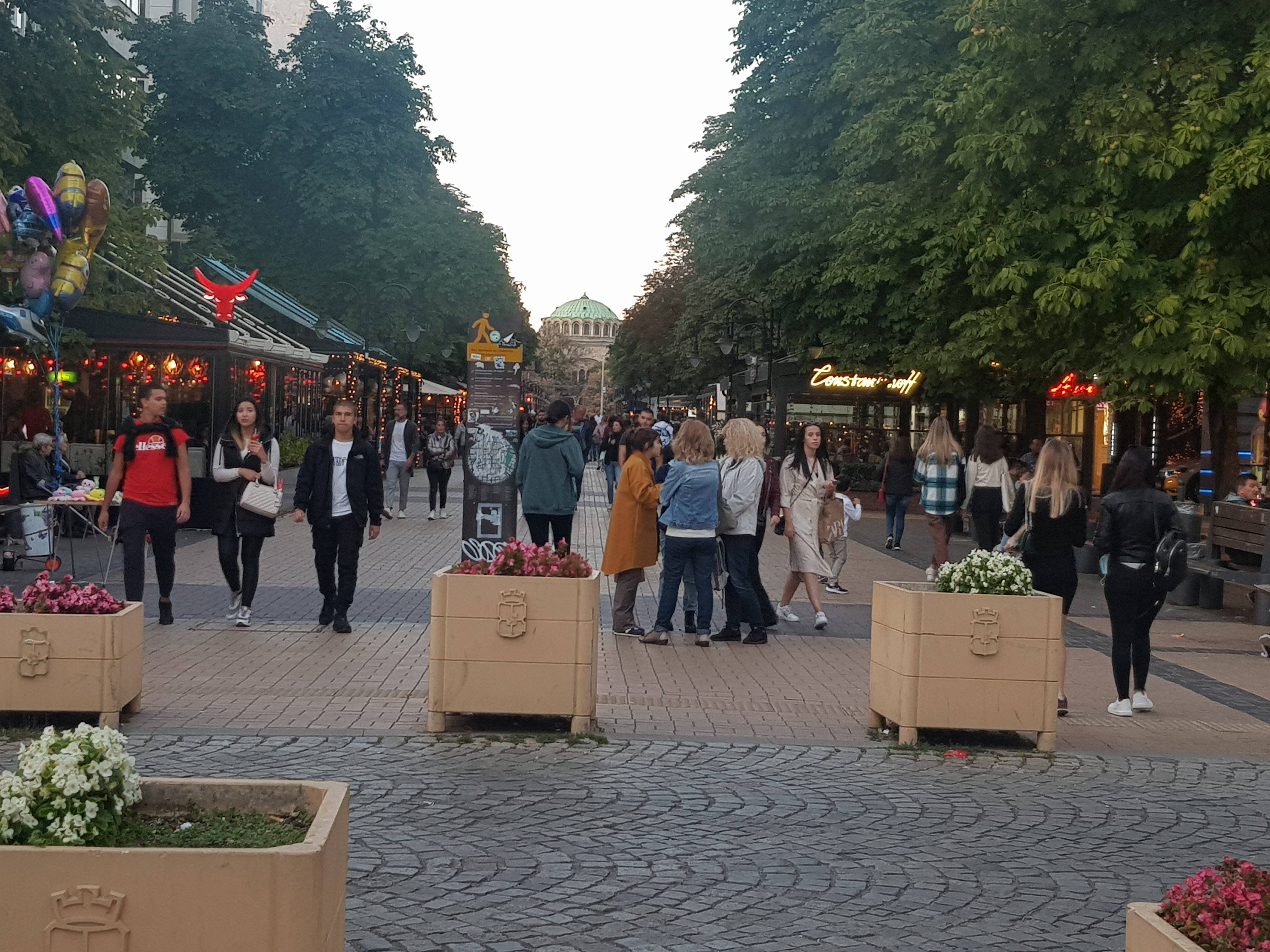
Blick in Richtung Norden zur Kathedrale Sweta Nedelja
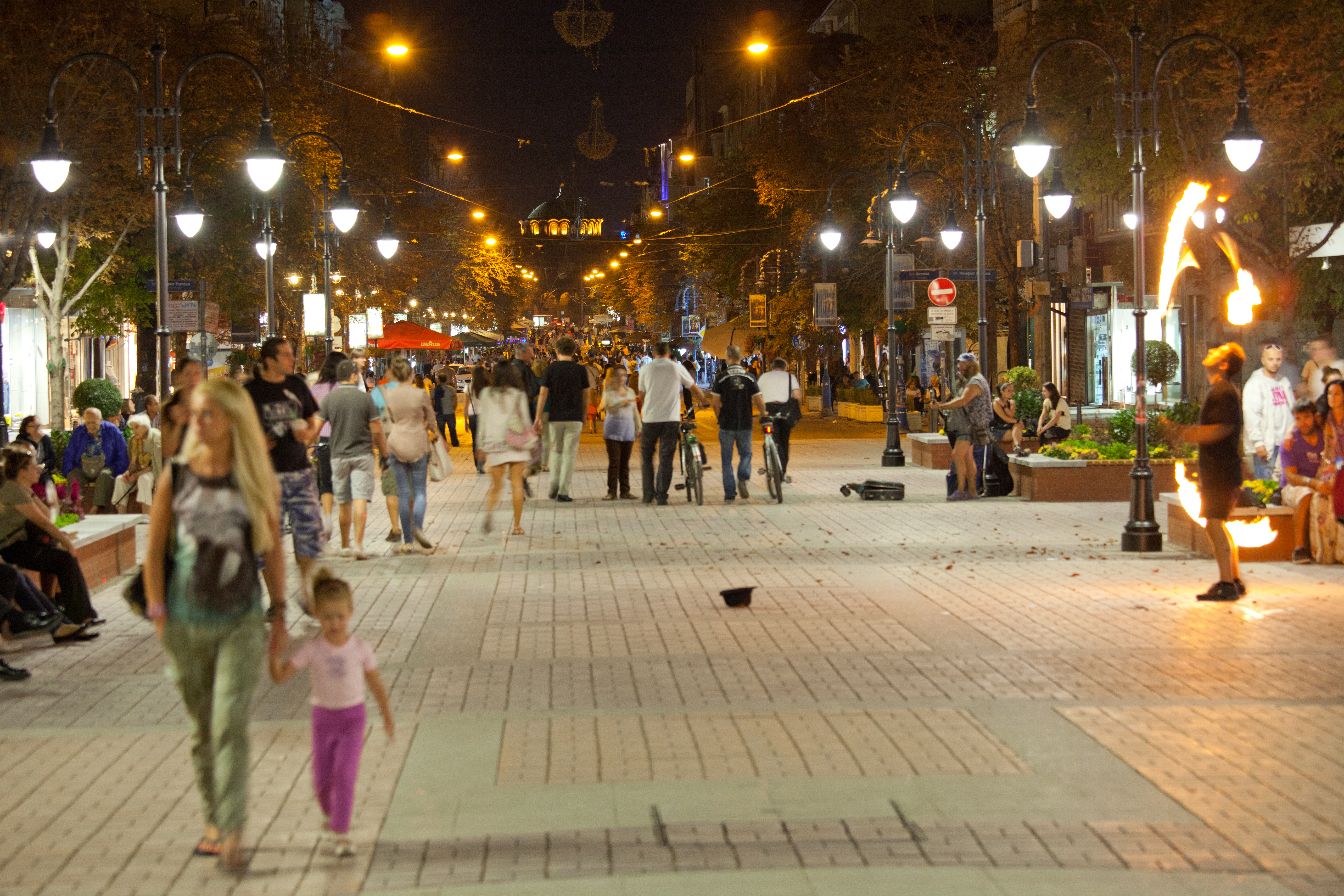
Die Fußgängerzone am Abend
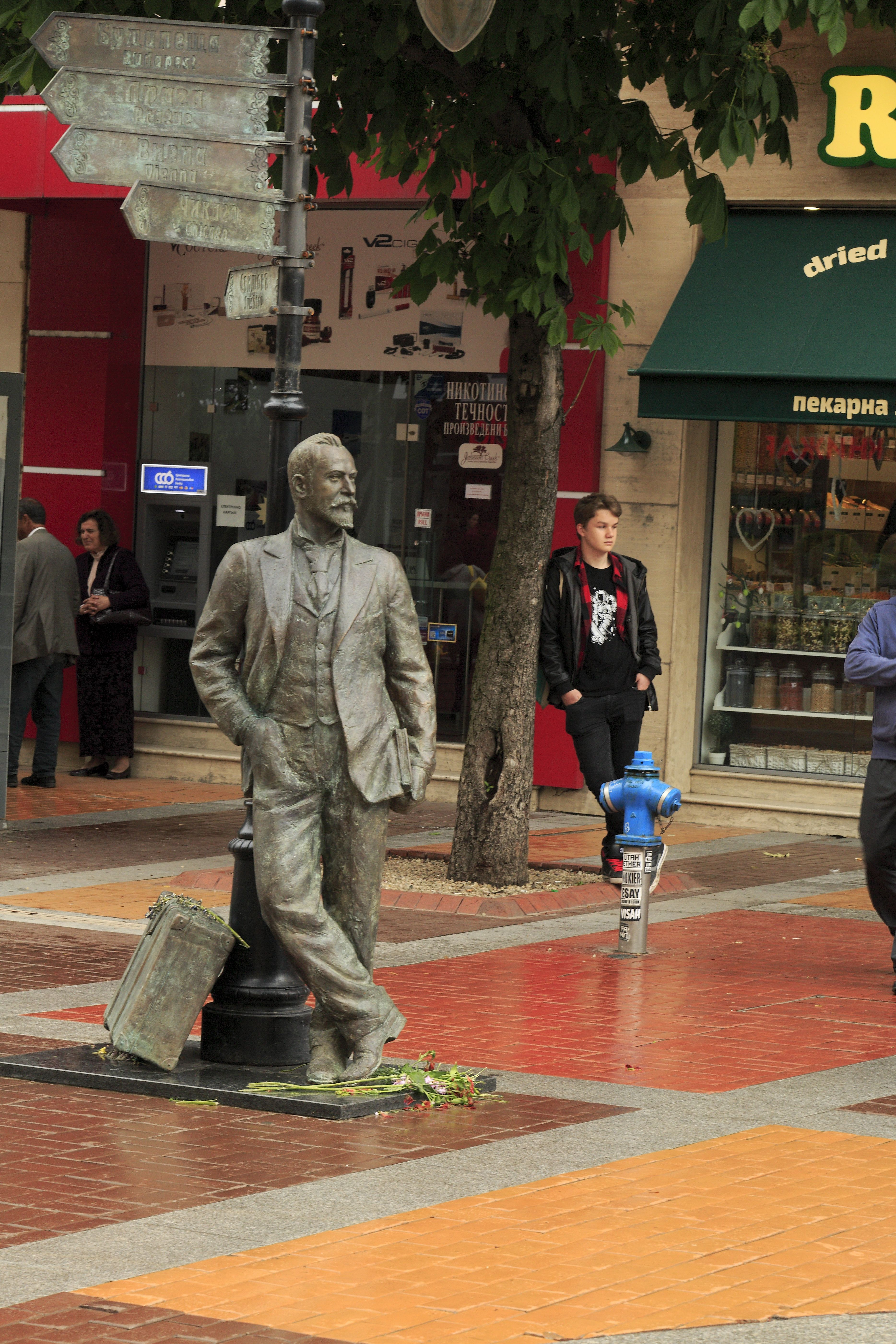
Statue des Schriftstellers Aleko Konstantinov in der Fußgängerzone
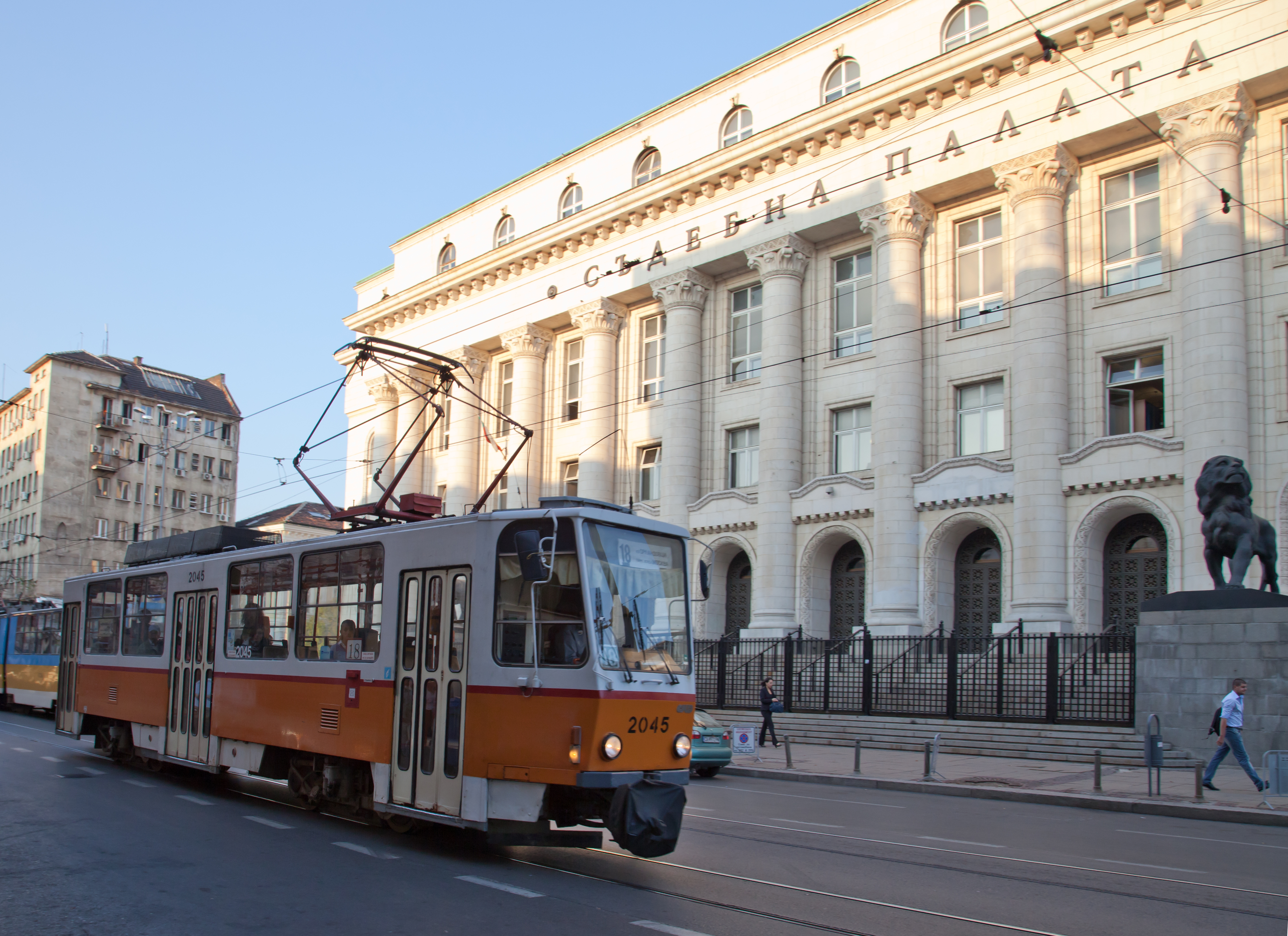
Straßenbahnen auf dem Boulevard Witoscha vor dem Justizpalast
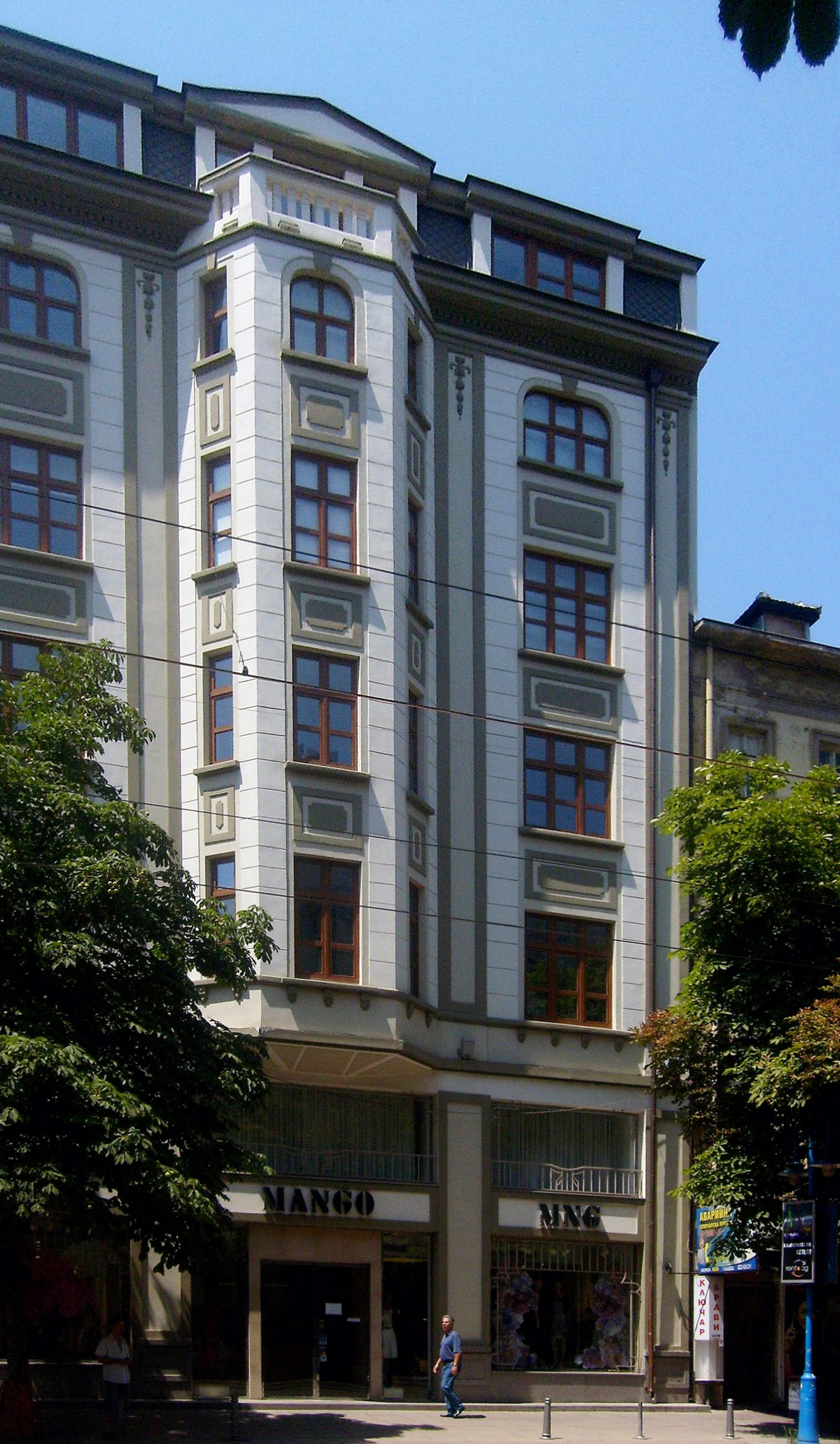
Architektur entlang des Boulevards